# Langpootmuggen
Langpootmuggen (Tipulidae) zijn een familie van insecten die behoort tot de onderorde der muggen (Nematocera). Veel soorten worden relatief groot in vergelijking met andere insecten. Langpootmuggen zijn onschuldige dieren, maar hun larven (emelten) kunnen schade aanrichten bij gewassen.

## Algemeen
Langpootmuggen zijn schemeractief en nachtactief en worden dan aangetrokken door licht. Ze houden zich overdag vaak op in planten. De larven zijn vraatzuchtig, maar de volwassen langpootmuggen eten niet of alleen een beetje nectar en leven maar enkele dagen om te paren. Langpootmuggen zijn slechte vliegers, die een zigzaggende vlucht hebben. Net als andere vliegen en muggen hebben ze slechts één paar vleugels, het achterste paar is omgevormd tot halterachtige structuren.
In Nederland en België zijn met name soorten uit het geslacht Tipula algemeen. De koollangpootmug (Tipula oleracea) vliegt van april tot juni en een tweede generatie van augustus tot oktober. De moeraslangpootmug (Tipula paludosa) vliegt alleen in augustus en september en Tipula czizeki is alleen in oktober en november bovengronds te zien. De reuzenlangpootmug (Tipula maxima) is een wat grotere soort.

## Uiterlijke kenmerken

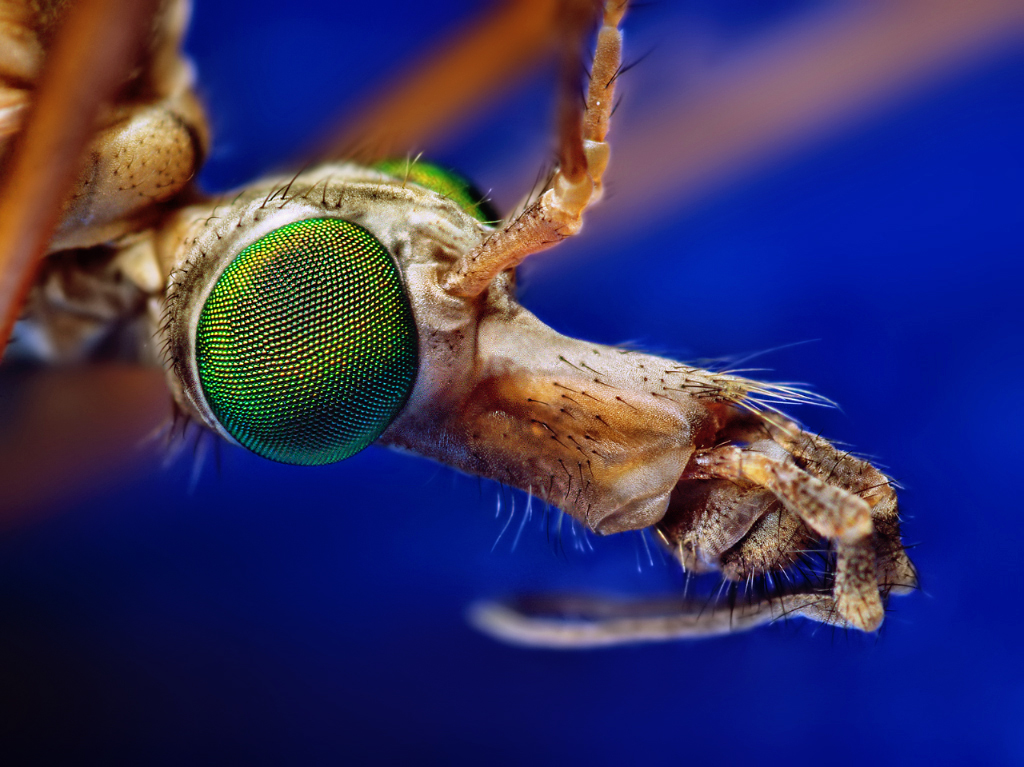
Macro-opname van de kop van een Tipula

De meeste langpootmuggen hebben een onopvallend uiterlijk om geen aandacht van roofdieren te trekken. Sommige langpootmuggen, zoals de helemaal onderaan afgebeelde Ctenophora ornata, hebben een afwijkend uiterlijk door felle kleuren of afwijkende lichaamsuitsteeksels; in dit geval imiteert de mug een papierwesp.
Langpootmuggen hebben kleine, kraalachtige ogen, die donker van kleur zijn en weinig opvallen. Opvallend zijn de uitstekende monddelen die wat aan een zuigsnuit doen denken, zoals deze voorkomt bij andere insecten, zoals de wantsen. Langpootmuggen kunnen hier echter niet mee bijten of prikken, de kaken zijn gereduceerd. Bij een aantal soorten kunnen de volwassen exemplaren helemaal niet meer eten; al de energie die ze nodig hebben om zich voort te planten is als larve bij elkaar gegeten.
Langpootmuggen hebben zeer lange poten. Ze kunnen de poten makkelijk af laten breken als deze worden vastgepakt, dit wordt autotomie genoemd. Doordat een langpootmug met poten en vleugels niet meer vervelt, groeien deze niet meer aan.
Zoals alle tweevleugeligen, waartoe de vliegen en muggen behoren, zijn de achtervleugels veranderd in knotsvormige haltertjes. De gedegenereerde achtervleugels hebben een functie die te vergelijken is met een gyroscoop. De twee vliegvleugels staan bij een aantal soorten gespreid, waardoor de halters duidelijk zichtbaar zijn. Er zijn echter ook soorten, zoals de tijgerlangpootmug, die de vleugels op de rug vouwen. Langpootmuggen zijn slechte vliegers en zijn ondanks hun zeer onregelmatige, op- en neergaande vlucht makkelijk uit de lucht te plukken.
Belangrijke vijanden van langpootmuggen zijn vogels en spinnen.
Het achterlijf is lang en rond en duidelijk gesegmenteerd. Vrouwtjes en mannetjes zijn bij de langpootmuggen eenvoudig uit elkaar te houden. De vrouwtjes zijn groter en als ze eieren dragen ook aanmerkelijk dikker en zwaarder. Het belangrijkste verschil zit in de achterlijfspunt, bij de mannetjes zijn de hier aanwezige geslachtsorganen onopvallend, maar bij de vrouwtjes draagt het achterlijf een stekelachtige structuur. Dit orgaan wordt de ovipositor of legbuis genoemd en dient om de eitjes af te zetten op enige diepte in de bodem. De legbuis wordt dus niet gebruikt om te steken, zoals het geval is bij insecten zoals wespen.

### Onderscheid met andere groepen
Langpootmuggen zijn gemakkelijk te onderscheiden van de meeste andere muggen, zoals de veel fijner gebouwde steekmuggen, maar er zijn enkele uitzonderingen. Soorten die tot de families steltmuggen (Limoniidae) en buismuggen (Cylindrotomidae) behoren, lijken sterk op langpootmuggen. In sommige taxonomische indelingen worden alle drie de families als onderfamilies gezien van de familie Tipulidae.

## Voortplanting en ontwikkeling

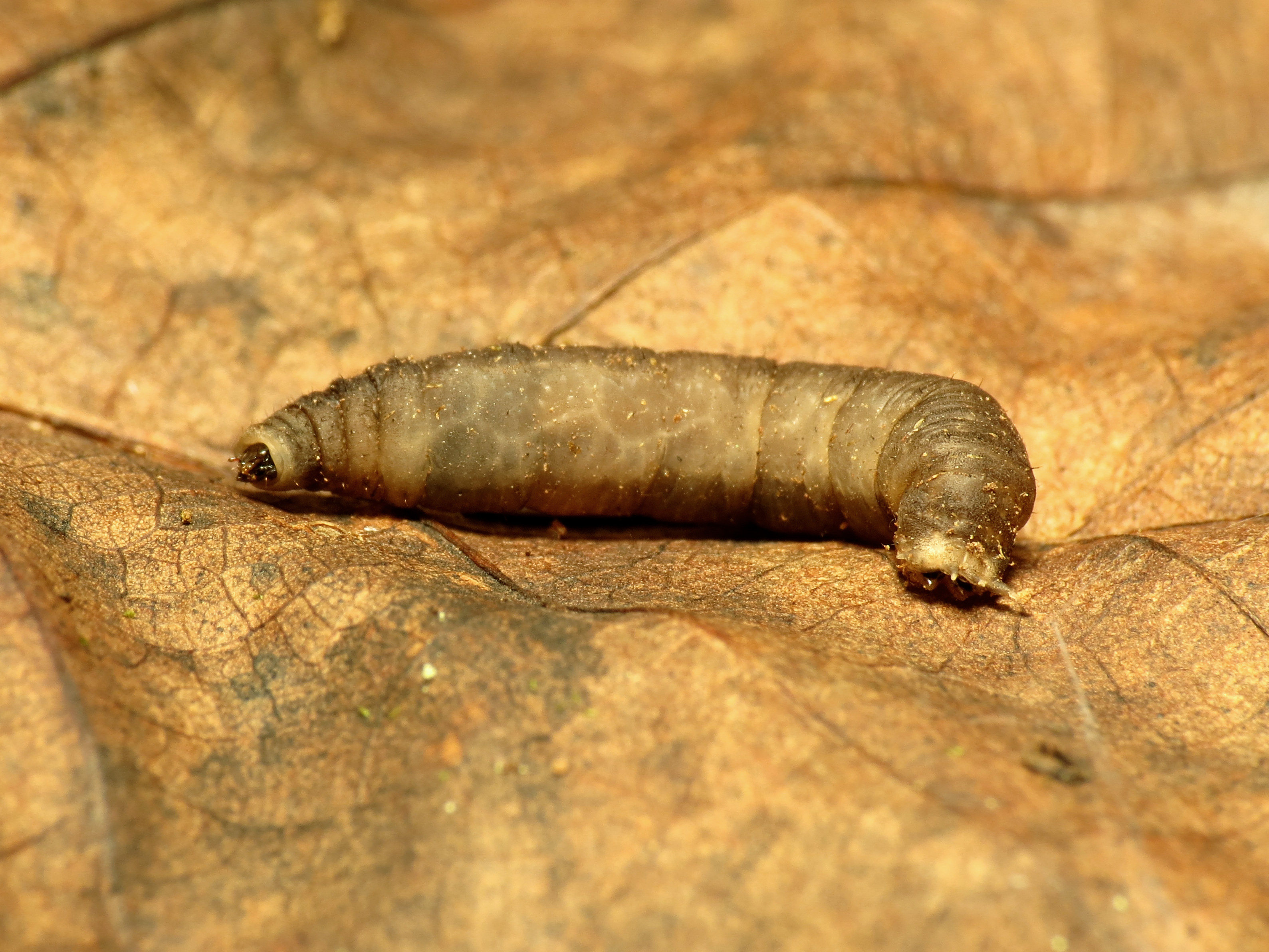
Let op de achterste uitsteeksels

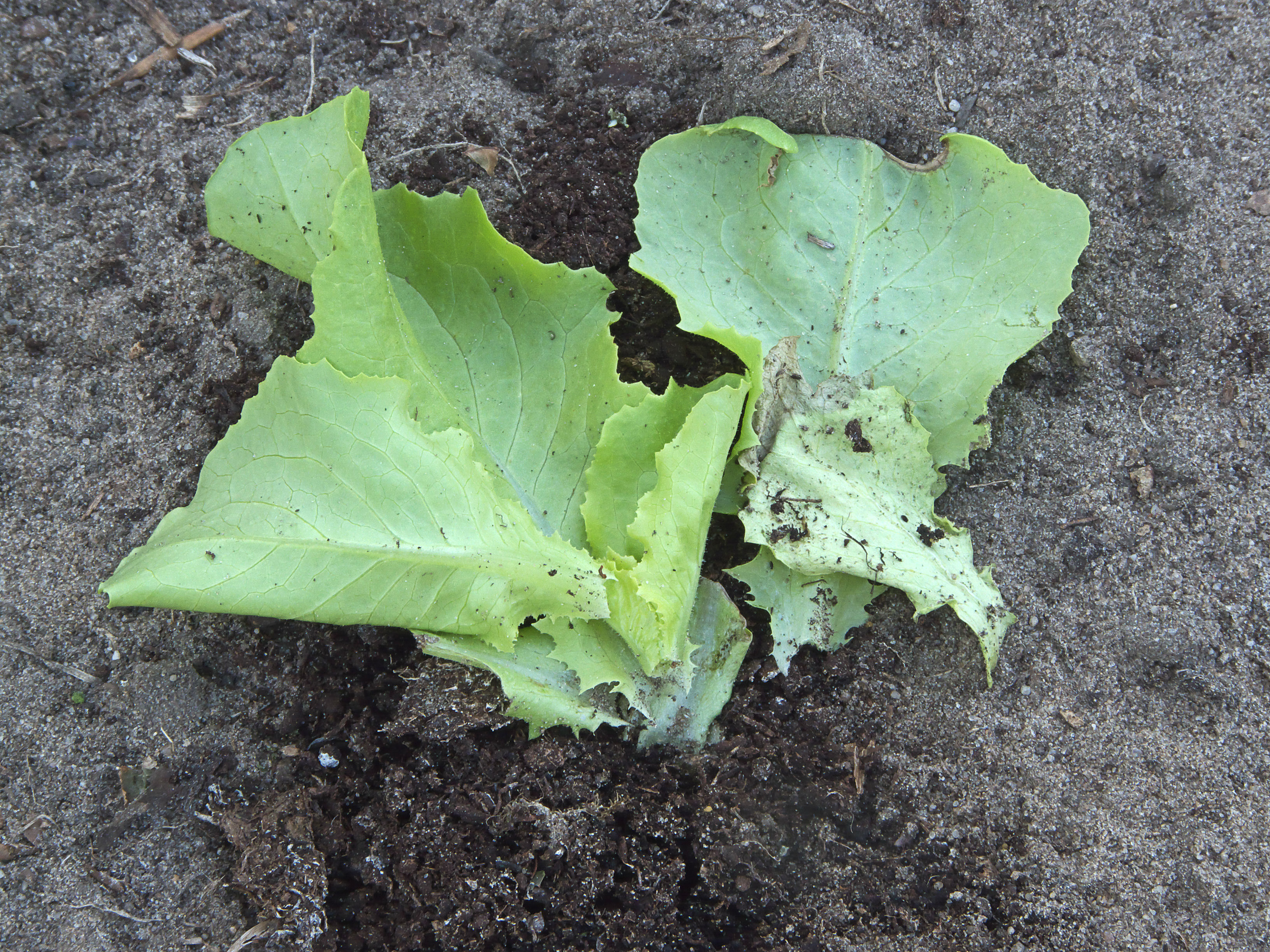
Emeltschade bij botersla

Langpootmuggen paren door de achterlijfspunten tegen elkaar te brengen. In de achterlijfspunt zijn de geslachtsorganen gepositioneerd. Tijdens de paring staan de koppen van elkaar af; de langpootmuggen klimmen niet op elkaar zoals veel vliegen en muggen doen. Na de paring zoekt het vrouwtje geschikte afzetplaatsen voor de eieren op. Met de legboor worden de eieren afgezet. De larve groeit in stappen en vervelt bij elke stap.
De larve van de langpootmug wordt emelt genoemd. Het is een taaie, grauwe, pootloze made-achtige larve zonder duidelijk zichtbare kop. Anders dan de made, heeft de larve een kopkapsel, dat, in tegenstelling tot dat van de muggen, van achteren gedeeltelijk gesloten is (hemicefaal). Een opvallend kenmerk van de larve zijn de twee achterste tracheale openingen (stigma's), die door een donkere vlek en zes soortspecifiek geplaatste uitsteeksels omgeven worden.
Emelten komen zowel in het voorjaar als in het najaar voor. Ze leven van het groene deel van planten en niet van de wortels, zoals vaak beweerd wordt. Emelten houden zich overdag schuil in een holletje onder de grond en komen 's nachts tevoorschijn om bovengrondse groene delen van planten te eten. Jonge planten kunnen door de emelt aan de wortelhals geheel worden doorgevreten, waardoor het bovengrondse deel afsterft. Emelten richten daarmee schade aan en zijn niet geliefd in de tuinbouw. In grasland zouden emelten mogelijk enig nut kunnen hebben, omdat ze kiemplanten van onkruiden wegnemen.
De vraatschade van de emelt noemen we primaire schade; secundaire schade ontstaat als dieren die emelten bejagen, zoals vogels en mollen, bij de jacht op emelten het gazon omploegen.

## Naam
Langpootmuggen danken hun naam aan de zeer lange en sprieterige poten. Alle soorten hebben daarnaast ook een langwerpig lichaam. Langpootmuggen worden wel vliegende hooiwagens genoemd. Dezelfde spraakverwarring bestaat ook in het Engels, waar daddy-long-legs gebruikt wordt voor zowel de langpootmug als de hooiwagen.
In de Nederlandse taal hebben langpootmuggen verschillende namen, afhankelijk van het gesproken dialect. In Twente worden ze spekkebijters genoemd. In sommige streken (onder andere Noord-Holland) noemt men ze ook wel glazenwasser of spekkedief. Ook andere benamingen komen voor (Tessels: spekmaaier).
In Zuid-Afrika wordt de naam spekvreters gebruikt voor een inmiddels opgeheven geslacht van vogelsoorten (Cercomela). Deze pikten aan het (dierlijke) vet op de assen van de huifkarren van de Voortrekkers.

## Oudste bekende afbeeldingen
Een van de oudste bekende afbeeldingen van een langpootmug is een tekening van een Ctenophora pectinicornis naast een bloeiend madeliefje, uit de verzameling die de Vlaamse humanist Anselmus de Boodt, samenstelde voor keizer Rudolf II. Gedetailleerde tekeningen van Tipulidae verschenen zo'n 140 jaar later in Mémoires pour servir a' l'histoire des insectes van De Réamur.

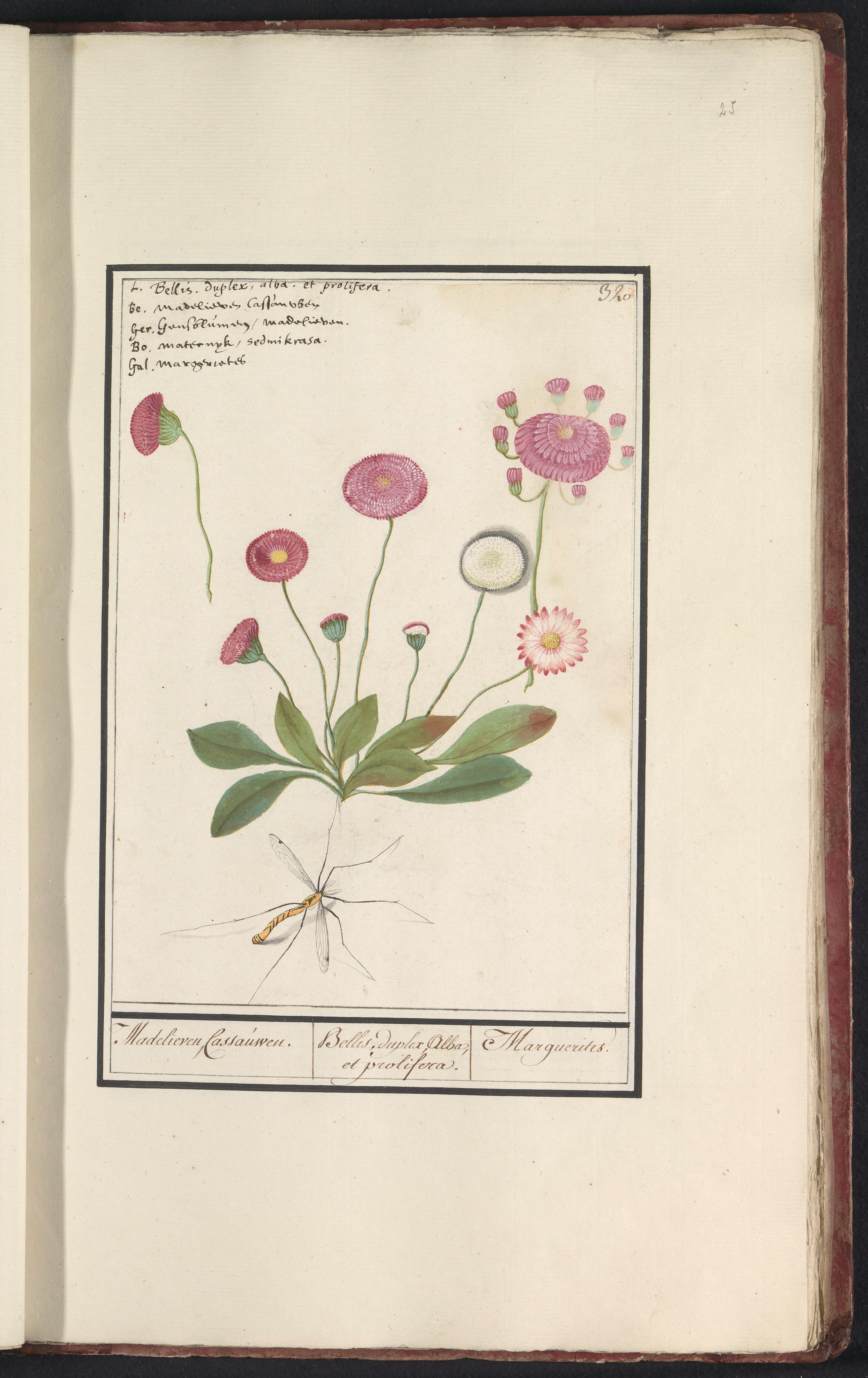
Langpootmug en madeliefje, circa 1596-1610, verzameld door Anselmus de Boodt.

## Geslachten

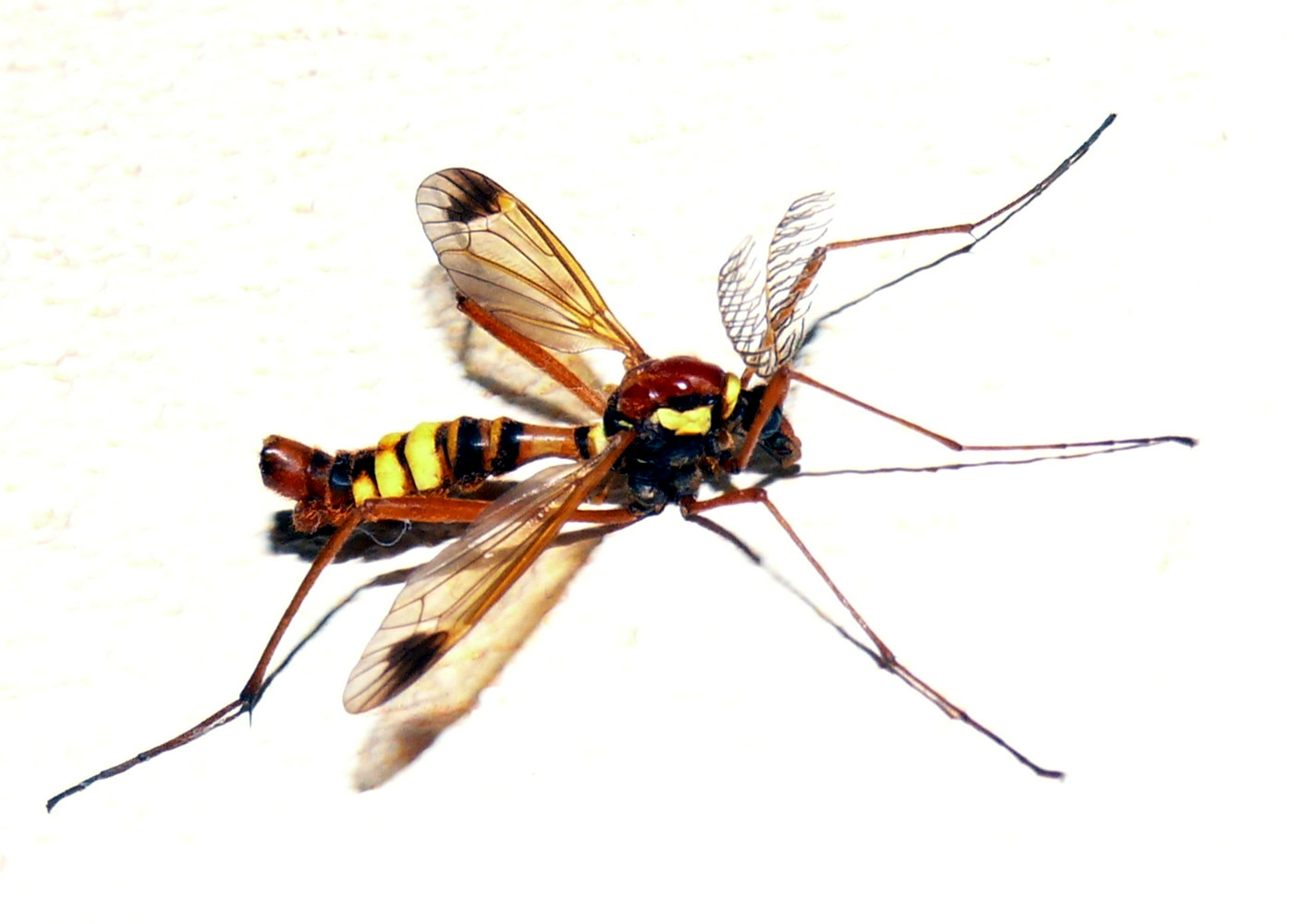
Mannetje gele kamlangpootmug (Ctenophora ornata)

(Indicatie van aantallen soorten per geslacht tussen haakjes)
- Acracantha  (3)
- Angarotipula  (13)
- Austrotipula  (1)
- Brachypremna  (40)
- Brithura  (16)
- Clytocosmus  (6)
- Ctenophora Meigen, 1804 (22)
- Dictenidia  (19)
- Dolichopeza John Curtis, 1825 (302)
- Elnoretta  (1)
- Euvaldiviana  (1)
- Goniotipula  (2)
- Holorusia Loew, 1863 (120)
- Hovapeza  (2)
- Hovatipula  (4)
- Idiotipula  (1)
- Indotipula  (64)
- Ischnotoma  (47)
- Keiseromyia  (1)
- Leptotarsus  (315)
- Macgregoromyia  (12)
- Megistocera  (4)
- Nephrotoma Meigen, 1803 (494)
- Nigrotipula  (6)
- Ozodicera  (56)
- Phoroctenia  (3)
- Platyphasia  (7)
- Prionocera  (22)
- Prionota  (8)
- Pselliophora  (115)
- Ptilogyna  (29)
- Scamboneura  (28)
- Sphaerionotus  (3)
- Tanyptera  (22)
- Tipula Linnaeus, 1758 (2259)
- Tipulodina  (52)
- Valdiviana  (3)
- Zelandotipula  (69)

## In Nederland waargenomen soorten
- Genus: Ctenophora
  - Ctenophora elegans
  - Ctenophora festiva
  - Ctenophora flaveolata
  - Ctenophora guttata
  - Ctenophora ornata - (Gele Kamlangpootmug)
  - Ctenophora pectinicornis
- Genus: Dictenidia
  - Dictenidia bimaculata
- Genus: Dolichopeza
  - Dolichopeza albipes
- Genus: Nephrotoma
  - Nephrotoma aculeata
  - Nephrotoma analis
  - Nephrotoma appendiculata
  - Nephrotoma cornicina
  - Nephrotoma crocata
  - Nephrotoma croceiventris
  - Nephrotoma dorsalis
  - Nephrotoma ferruginea
  - Nephrotoma flavescens
  - Nephrotoma flavipalpis
  - Nephrotoma guestfalica
  - Nephrotoma lamellata
  - Nephrotoma lunulicornis
  - Nephrotoma pratensis
  - Nephrotoma quadrifaria
  - Nephrotoma quadristriata
  - Nephrotoma scalaris
  - Nephrotoma scurra
  - Nephrotoma submaculosa
- Genus: Nigrotipula
  - Nigrotipula nigra
- Genus: Prionocera
  - Prionocera pubescens
  - Prionocera subserricornis
  - Prionocera turcica
- Genus: Tanyptera
  - Tanyptera atrata - (Houtlangpootmug)
  - Tanyptera nigricornis
- Genus: Tipula
  - Tipula alpium
  - Tipula autumnalis
  - Tipula caesia
  - Tipula cava
  - Tipula coerulescens
  - Tipula confusa
  - Tipula couckei
  - Tipula excisa
  - Tipula fascipennis
  - Tipula flavolineata
  - Tipula fulvipennis
  - Tipula helvola
  - Tipula hortorum
  - Tipula irrorata
  - Tipula laetabilis
  - Tipula lateralis
  - Tipula livida
  - Tipula luna
  - Tipula lunata
  - Tipula luteipennis
  - Tipula marginella
  - Tipula maxima - (Reuzenlangpootmug)
  - Tipula mediterranea
  - Tipula melanoceros
  - Tipula montium
  - Tipula nodicornis
  - Tipula nubeculosa
  - Tipula obsoleta
  - Tipula oleracea - (Kool-langpootmug)
  - Tipula pabulina
  - Tipula pagana
  - Tipula paludosa
  - Tipula pauli
  - Tipula peliostigma
  - Tipula pierrei
  - Tipula pruinosa
  - Tipula pseudoirrorata
  - Tipula pseudovariipennis
  - Tipula quadrivittata
  - Tipula repanda
  - Tipula rufina
  - Tipula scripta
  - Tipula selene
  - Tipula signata
  - Tipula staegeri
  - Tipula subcunctans
  - Tipula submarmorata
  - Tipula subnodicornis
  - Tipula subvafra
  - Tipula trifascingulata
  - Tipula truncorum
  - Tipula unca
  - Tipula variicornis
  - Tipula varipennis
  - Tipula vernalis
  - Tipula vittata
  - Tipula winthemi
  - Tipula yerburyi